# بهيجة سيمو
بهيجة سيمو (1958 - ) مديرة الوثائق الملكية ومؤرخة وباحثة مغربية
ولدت بقرية آيت عتاب النائية بإقليم أزيلال، المغرب.

## مسيرتها
واصلت دراستها في كلية الآداب والعلوم الإنسانية في مدينة فاس، تم انتقلت إلى فرنسا حيث حصلت سنة 2008 على دكتوراه في التاريخ من جامعة السوربون في موضوع الإصلاحات العسكرية في المغرب من 1844 إلى 1912. ثم حصلت على دكتوراه دولة من جامعة محمد الخامس بالرباط إذ شغلت في سنة 2002 منصب أستاذة للتاريخ المعاصر بكلية الآداب والعلوم الانسانية بجامعة محمد الخامس.

## مجال البحث
تخصصت في البحث والتأليف في التاريخ العسكري للمغرب، حيث سلطت الضوء على الإصلاحات العسكرية بالمغرب خلال الفترة ما بين سنتي 1844 و1912 من خلال تناول البعد العسكري للإصلاح وحالة الجيش قبل الإصلاح، ثم تحديثه وإقامة النظام. كما بحثت في مسألة التسليح والتأطير والتدريب واقتناء الأسلحة وتأسيس مصانع السلاح بالمغرب ثم التحصينات ومميزات الأسطول البحري مستعرضة أهم الأهداف والإنجازات خلال مرحلة ما قبل سنة 1860. كما سلطت الضوء على أنواع البعثات العسكرية الأجنبية بالمغرب ومنها البعثة الفرنسية والإسبانية ثم الإنجليز والأتراك، عارضة أبعاد الإصلاحات العسكرية تحت المراقبة الفرنسية، وإقرار التبعية المالية والعسكرية لفرنسا حتى هيمنتها وفرض نفوذها ما بين 1917 و1911.
كما بحثت في مجال العلاقات العضوية التي تربط بين الصحراء والجهات المغربية الأخرى على مستوى تداخل الأنساب وانصهار الأعراق داخل التركيبة البشرية المغربية وعلى الترابط الروحي المتمثل في تبني المذهب المالكي الذي ظل راسخا على امتداد المجال التاريخي المغربي. كما أبرز بحثها الروابط الأسرية التي تشد الدولة العلوية بالقبائل الصحراوية المغربية.
عينها الملك محمد السادس في منصب داخل القصر الملكي، وهو منصب مديرة مديرية الوثائق الملكية خلفا للمؤرخ السابق للمملكة عبد الوهاب بن منصور. وهي أول امرأة تتبوأ هذا المنصب. وقامت بتطوير المديرية، ونشرت مجموعات وثائقية وتأريخية، تقترب من الفكر السياسي بالمغرب، كما عملت على تقريب الوثيقة الملكية من الباحثين.

## أوسمة حصلت عليها
- وسام جوقة الشرف من رتبة ضابط للجمهورية الفرنسية، عرفانا بأعمالها في إثراء الذاكرة الوطنية المغربية، التي تهم الإنسانية جمعاء 2016.[5][6]
- وسام العرش من درجة ضابط سنة 2014[1]
- عضوة باللجنة العلمية أليب ALIPH وبأكاديمية علوم ما وراء البحار وبالجمعية المغربية للبحث التاريخي وعضوة دائمة باللجنة المغربية للتاريخ العسكري.[7]

## مؤلفاتها
- الإصلاحات العسكرية بالمغرب : 1844-1912، الناشر المطبعة الملكية، الرباط
- الصحراء المغربية من خلال الوثائق الملكية في ثلاثة أجزاء
- البيعة ميثاق مستمر بين الملك والشعب سنة 2011
- | ضبط استنادي: وطنية | - المكتبة القومية الإسرائيلية (J9U) |Le Maroc et la France : le parcours vers l'indépendance, 1912-1956. 2016
- 2018 L’ Andalousie : histoire et civilisation» en 2 tomes.[8]